# Jezioro Świrskie
Jezioro Świrskie (lit. Svirkų ežeras) – jezioro na Litwie, na Równinie Dzisny, położone w gminie Ignalino. Do 1945 roku w powiecie święciańskim województwa wileńskiego. Przez jezioro, z południa na północ, przepływa rzeka Komajka.